# Germania de Sud-Vest

## Din punct de vedere politic
Prin unirea landurilor vechi „Württemberg-Baden” cu „Württemberg-Hohenzollern” a luat naștere în anul 1952 Baden-Württemberg, de atunci s-a început folosirea termenului de „Statul din Sud-Vest” de aici provine denumirea „Germania de Sud-Vest” care era sinonimul lui „Baden-Württemberg”.

## Din punct de vedere geografic
Germania de Sud-Vest este considerat 
- în afară de Baden-Württemberg
- „Oberrhein” regiunea de pe valea Rinului pe distanța de 350 km, situată între Basel și Bingen am Rhein
- Hunsrück cu regiunile „Rheinhessen”, „Pflaz” „Hessa” și „Saarland”.